# Clube de Futebol Os Belenenses
« Belenenses » redirige ici. Pour le club fondé en 2018 à la suite de la scission du CF Os Belenenses, voir Belenenses SAD.
Cet article ne traite que de la section football du club. Pour les autres disciplines sportives du club, voir Clube de Futebol Os Belenenses (omnisports).
Maillots
Le Clube de Futebol Os Belenenses est un club de football portugais omnisports basé à Lisbonne.
Le C.F. Os Belenenses, membre fondateur de la Ligue Nationale en 1934, a été l'un des plus grands clubs de football portugais jusqu'au milieu des années 1960. En témoigne le titre de champion du Portugal gagné en 1946 et les nombreuses places d'honneur acquises en championnat.
En 2019, CF Os Belenenses joue en 3e division de district de l'Association de Football de Lisbonne (sixième échelon du système de ligue de football au Portugal) à la suite de la scission entre le club et la SAD (Sociedade Anónima Desportiva) qui a continué à jouer sous le nom de Belenenses SAD en première division portugaise.

## Histoire

### Fondation
Le Belenenses est un club de Lisbonne dont les prémices constitutifs sont cocasses. En effet, dix ans avant la constitution du club, deux clubs rivaux de la zone lisboète concouraient pour le championnat de Lisbonne : le clube A judence e Sport Uniao Belenenses et le club Sport Lisboa. Ces deux clubs de Belém (quartier de Lisbonne) se disputaient une place (au sens littéral du terme...) car ils voulaient absolument pratiquer leur sport à Belem, sur la terre de Belém. Le premier de ces clubs est devenu par la suite le Belenenses et a acquis ce droit de jouer dans son quartier de naissance (Belém).
Le second, natif du quartier de Belém aussi, s'est retrouvé forcé de s'allier aux hommes du Sport Benfica (un club de la périphérie de Lisbonne) afin d'avoir un stade pour pratiquer leur sport. Ce dernier club est devenu aujourd'hui le club rival : le Sport Lisboa e Benfica, plus connu sous le nom de Benfica de par son absorption de ses origines de Belem. C'est ainsi que les prémices du Belenenses sont étroitement liés à celui du Benfica, dans la rivalité depuis toujours et à jamais.
Au lendemain de la Première Guerre mondiale naît ce club de Belém qu'est le Belenenses. Ce fut une création impulsive, sanguine d'une multitude de personnes animées par un sentiment d'appartenance à un quartier, Belem, par un besoin d'identité et de reconnaissance. C'est là qu'intervient la poésie dans la constitution de ce club : sous le parrainage de la Place Afonso de Albuquerque, par une nuit d'été d'aout 1919, dans le cadre d'une place publique, un groupe d'amis (Artur José Pereira et son frère Francisco, Henrique Costa, Sobral, Dias, Joaquim Teixeira Gomes, Manuel Veloso, Bogalho) décidèrent de créer leur club de cœur, celui des natifs de Belem. Ce fut chose faite le 23 septembre 1919.

### Le premier trophée: la coupe des mutilés de la guerre
Ce fut le premier trophée conquis par le Belenenses le 19 juin 1921 face au Sporting Club de Portugal (2-1). Ce trophée était joué annuellement au Portugal et n'appartenait à un club que s'il parvenait à le gagner deux années consécutives ; ce que le Belenenses réalisa deux ans plus tard le 8 juillet 1923 face au Carcavelinhos (3-1).
Équipe vainqueur : Mário Duarte, Azevedo, Morais, Bernardino, Augusto Silva, Anacleto, F. António, Joaquim Almeida, Veloso, Joaquim Rio e Alberto Rio.

### Le palmarès de la branche football

#### Championnat de1reDivision Portugaise
- 1 championnat du Portugal de 1re division en 1945/1946.
- 3 fois vice-champion de 1re Division : 1936/37 ; 1954/55 ; 1972/73
- 14 fois classés 3e de 1re Division : 1939/40 ; 1940/41 ; 1941/42 ; 1942/43 ; 1943/44 ; 1944/1945 ; 1947/48 ; 1948/49 ; 1952/53 ; 1955/56 ; 1956/57 ; 1957/58 ; 1958/59 ; 1959/60 ; 1975/76 ; 1987/88.
- 2 fois meilleure attaque de première division portugaise : 1940/41 ; 1941/42
- 8 fois invaincus à domicile : 1934/35 ; 1942/43 ; 1945/46 ; 1951/52 ; 1956/56 ; 1956/57 ; 1958/59 ; 1975/76 ; 1989/90
- 3 fois possédant le meilleur buteur du championnat portugais : 1952/53 (Matateu 29 buts) ; 1954/55 (Matateu 32 buts) ; 2005/06 (Meyong 23 buts).

#### Coupe du Portugal
- 6 Coupes du Portugal : 1926/27 ; 1928/29 ; 1932/33 ; 1941/42 ; 1959/60 ; 1988/1989
- 8 fois finaliste

#### Tournois internationaux
- Vainqueur du tournoi de Melilla : 1969/70
- Vainqueur du tournoi des princes d'Espagne : 1974/75
- Vainqueur du trophée président : 1975/76
- Vainqueur du tournoi de la cité royale : 1975/76
- Vainqueur du tournoi de la ville de Cordoba : 1975/76
- Vainqueur du Trophée Semana del Sol-Ciudad de Marbella : 1983/84
- Vainqueur du tournoi du 1er mai : 1986/87
- Vainqueur du tournoi de Casablanca : 2006/07

#### Présence européenne
- 9 présences en Coupe UEFA
- 1 présence en Coupe des coupes
- 1 présence en Coupe latine
- 3 présences en Coupe Intertoto

## Décorations
- Institution d'utilité publique décret du 6 septembre 1960
- Commandeur de l'ordre militaire du Christ 5 octobre 1933
- Officier de l'ordre de Benemerência 5 octobre 1935
- Médaillé du mérite sportif 23 septembre 1956
- Médaillé d'or de la Ville de Lisbonne

## Infrastructures sportives

### Estadio do Restelo: le stade du Belenenses
Le stade du Restelo a été inauguré le 23 septembre 1956, ayant fêté ses 50 ans en 2006. À l'origine, il pouvait contenir 44 000 personnes mais les normes européennes ont fait baisser ce chiffre à hauteur de 32 000 places.
Le jour de l'inauguration, le Belenenses a battu le Sporting Club de Portugal par 2 buts à 1. Puis deux jours plus tard, ce fut le finaliste de la Coupe d'Europe des clubs champions, le Stade de Reims, qui fut battu 2 buts à 0 par le Belenenses.
La raison de la construction de ce stade fut simple : la mairie de Lisbonne expropria le club Belenenses de son ancien stade de Salesias dans lequel les politiques ambitionnaient de construire des logements sociaux pour créer un nouveau quartier de Lisbonne. En échange de cette expropriation, le Belenenses reçut un terrain sans valeur par la Mairie de Lisbonne...toute contestation s'avérant vaine face au pouvoir très rigide de l'époque.
Le Belenenses entreprit la construction de son stade et devait payer de forts loyers pour le terrain à la Mairie de Lisbonne, ce qui endetta le club. Ce n'est que grâce à la générosité des socios du club (brésil) que le Belenenses put enfin être propriétaire de son stade. 60 ans après cet épisode, aucun logement social n'a été édifié et l'ancien terrain Salesias du Belenenses est en ruine en 2008.
In fine, ce club se heurte à des difficultés bureaucratiques et ce depuis toujours. En effet, ce club n'a jamais reçu aucune aide financière de la municipalité alors que les rivaux (Benfica/Sporting) ont eu droit à de fortes subventions pour la réalisation de leur stade pour l'Euro 2004 au Portugal.
Au début des années 1990, le Belenenses voulut construire un nouveau stade afin de faire face en pionnier aux nouvelles réalités du football : refus catégorique de la Mairie de Lisbonne alors que feu vert était donné au Sporting et au Benfica quelques années plus tard.

### Pavilion Acasio Rosa et les piscines Olympiques
Il s'agit du complexe sportif de préparation du Belenenses : 2 terrains de football (un synthétique), 1 piscine Olympique, 1 centre de gym et de sport physique.

## Joueurs emblématiques[non neutre]
Artur José Pereira fondateur du club et qui 25 ans après avoir mis un terme à sa carrière était encore considéré comme le meilleur joueur de football au Portugal. Comme entraîneur, il a gagné 2 championnats du Portugal et 3 championnats de Lisbonne.
 Augusto Silva : joueur portugais qui fut, pendant plus de 16 ans, le plus capé en sélection nationale et gagna avec son club 3 championnats du Portugal et 4 championnats de Lisbonne.
 Pepe Soares : Il a marqué 10 buts en un seul match, mais il est aussi devenu une légende du club en raison de son décès par empoisonnement à l'âge de 23 ans. En dépit de sa brève carrière, il gagna 3 championnats de Lisbonne et 2 championnats du Portugal. L'ancien stade du club a été en son honneur et une statue de Pepe a été érigée devant l'actuel Estádio do Restelo.
 Mariano Amaro : capitaine de l'équipe du Belenenses championne en 1946 ; joueur génial qui était surnommé "Einstein" car il était un pur prodige d'intelligence à son poste de milieu de terrain.
 Matateu : Un des meilleurs joueurs portugais de tous les temps et l'égal du grand rival du Benfica de Lisbonne Eusébio. Un buteur au tir puissant et au dribble chaloupé redoutable dans la surface de but.
 José Mourinho : Il a joué au club durant la saison 1982-1983 et le temps de 16 matches. Une saison courte à l'image de sa carrière de footballeur professionnel (7 ans) mais il se fera surtout un nom en tant qu'entraîneur, avec le succès qu'on lui connaît.
 Vicente : Frère de Matateu, il construit sa légende au Belenenses aussi bien en tant que joueur que comme entraineur adjoint. Jamais il ne quitta le Belenenses, son club de cœur.
 José Pereira : Le gardien qui défendit les cages du Belenenses durant 15 ans. On le surnommait le Piaf bleu en raison de sa vivacité et de ses envolées lors de ses arrêts spectaculaires.
 César de Matos : Champion du Portugal à trois reprises avec le Belenenses (1927/29/33).
 Rui Jorge : Champion du Portugal à sept reprises avec le FC Porto et le Sporting CP et finaliste de l'Euro 2004.
 Alfredo Quaresma
 Miguel Di Pace
 Rolando
Maxence Roux Champion du Portugal (2018) Futsal Téléperformance Portugal Compétition

## Palmarès
- Championnat du Portugal (1)
  - Champion : 1946
  - Vice-Champion : 1937, 1955, 1973

- Coupe du Portugal (3)
  - Vainqueur : 1942, 1960, 1989
  - Finaliste : 1940, 1941, 1948, 1986, 2007

- Ligue Nationale du Portugal (3)
  - Vainqueur : 1927, 1929, 1933
  - Finaliste : 1926, 1932, 1936

- Supercoupe
  - Finaliste : 1989

- Tournoi Ville de Marbella
  - Vainqueur : 1984[3]

- Tournoi du quatorzième anniversaire de l'armée angolaise
  - Vainqueur : 1988[4]

- Tournoi du Prince Héritier Moulay El Hassan
  - Vainqueur : 2007[5]

- Trophée du Prince Filipe
  - Vainqueur : 1975[6]

- Trophée Ville de Cordoue
  - Vainqueur : 1978[7]

- Trophée Ville de Salamanque
  - Vainqueur : 2002[8]

- Tournoi de Guadiana :
  - Vainqueur : 2003[9]

## Entraîneurs du club
| - Cândido de Oliveira (1937–38) - Lippo Hertzka (1939–40) - Alejandro Scopelli (1939–41) - Sándor Peics (1943–44) - Alejandro Scopelli (1947–48) - Artur Quaresma (1948–49) - Sándor Peics (1950–51) - Fernando Vaz (1951–53) - Fernando Riera (1954–57) - Helenio Herrera (1957–58) - Fernando Vaz (1958–59) - Otto Glória (1959–61) - Fernando Vaz (1962–64) - Ángel Zubieta (1964) - Franz Fuchs (juillet 1964 – juin 1965) - Ángel Zubieta (1968–69) - Mário Wilson (1968–70) - Alejandro Scopelli (1972–74) - Juca (juillet 1979 – juin 1980) - Jimmy Hagan (1980–81) - Artur Jorge (1981) | - Nelo Vingada (juillet 1981 –juin 1982) - José Mourinho Félix (1982–83) - Jimmy Melia (1983–86) - Marinho Peres (1988–89) - John Mortimore (1988–89) - Hristo Mladenov (1989) - Antônio Lopes (1990) - Henri Depireux (1990–1991) - Abel Braga (1992–93) - José Romão (1993–94) - João Alves (1994–96) - Quinito (1996) - Stoycho Mladenov (1997) - Manuel Cajuda (juillet 1997–98) - Vítor Oliveira (1998–00) - Marinho Peres (2000–03) - Manuel José (février 2003 – novembre 2003) - Vladislav Bogićević (novembre 2003 – janvier 2004) - Augusto Inácio (janvier 2004 – mai 2004) - Carlos Carvalhal (mai 2004 – octobre 2005) - José Couceiro (octobre 2005 – mai 2006) | - Jorge Jesus (mai 2006 – mai 2008) - Casemiro Mior (juillet 2008 – octobre 2008) - Jaime Pacheco (octobre 2008 – mai 2009) - Rui Jorge (mai 2009) - João Carlos Pereira (juin 2009 – décembre 2009) - António Conceição (décembre 2009 – mai 2010) - Baltemar Brito (juin 2010 – juillet 2010) - Rui Gregório (juillet 2010 – octobre 2010) - Filgueira (intérim) (octobre 2010 – novembre 2010) - José Mota (novembre 2010 – février 2012) - Marco Paulo (février 2012 – mai 2012) - Mitchell van der Gaag (juillet 2012 – septembre 2013) - Marco Paulo (intérim) (septembre 2013 – mars 2014) - Lito Vidigal (mars 2014 – mars 2015) - Jorge Simão (mars 2015 – juin 2015) - Ricardo Sá Pinto (juillet 2015 – décembre 2015) - Julio Velázquez (décembre 2015 – octobre 2016) - Domingos Paciência (avril 2017 – janvier 2018) - Jorge Silas (janvier 2018 – juin 2018) - Nuno Oliveira (juillet 2018 – ) |